# Kárpáti skorpió
A kárpáti skorpió (Euscorpius carpathicus) a pókszabásúak (Arachnida) osztályába, Skorpiók (Scorpiones) rendjébe és az Euscorpiidae nevű családba tartozó faj.
Korábban a faj alá 23 alfajt soroltak, de a csoport revíziója után ezeket már külön fajokként tartják számon, mint az Euscorpius carpathicus fajkomplexumba tartozó taxonokat.

## Elterjedése
Kizárólag Romániában fordul elő. Magyarországon időnként Romániából származó faszállítmányokkal érkezve előkerülhet, de nem telepszik meg.

## Megjelenése
Közepes méretű faj, a kifejlett egyedek 30-40 mm hosszúságúak. Színezete egyöntetű sötétbarna, foltok, mintázat nem figyelhető meg rajta, lábai világosabbak. A fajkomplexum többi fajától csak nehezen különböztethető meg, a patellán elhelyezkedő serlegszőrök (trichobothrium) száma alapján, a kárpáti skorpiónál ez a szám 3.

## Életmódja
Rejtőzködő életmódot él, nappal kövek, farönkök és avar alá húzódik. Éjjel jár vadászni kisebb ízeltlábúakra.

## Szúrása, mérge
Ritkán támad emberre, elsősorban meneküléssel próbálja megvédeni magát, csak a legritkább esetben használja mérgét.
Szúrása egészséges emberre nem veszélyes, gondot csak allergiás vagy legyengült szervezet esetén okozhat. A szúrást általában csak enyhe helyi tünetek követik.